# Mt. Helium
Mt. Helium, anciennement The Apex Theory, est un groupe de nu metal américain, originaire de Los Angeles, en Californie. Formé en 1999, il compte au total deux albums studio et trois EPs, avant sa séparation en 2008.

## Biographie
The Apex Theory est formé en 1999 à Los Angeles par les musiciens Ontronik Khachaturian, Art Karamian et David Hakopyan, après la blessure et le départ de Khachaturian de System of a Down. Sammy J. Watson se joint car le groupe était en incapacité de recruter un batteur. Le groupe publie son premier EP, Extendemo, en 2000. L'année suivante, ils signent au label DreamWorks Records, publiant leur deuxième EP, The Apex Theory, le 9 octobre 2001. Le groupe participe au Warped Tour,, et à une tournée en tête d'affiche à MTV2.
Le 2 avril 2002, le groupe publie son premier album studio, Topsy-Turvy. Il atteint la sixième place des Billboard Heatseekers, et la 157e place du Billboard 200. Des mois après la sortie de l'album, Khachaturian quitte le groupe qui commence les auditions pour un nouveau chanteur, mais décide de faire passer Karamian au chant, et passe ainsi d'un quatuor à un power trio,. Le groupe publie un EP en 2004 intitulé inthatskyissomethingwatching. Après avoir changé de nom pour celui de Mt. Helium, le groupe publie son deuxième album, Faces, en téléchargement le 8 juin 2008.

## Style musical
Le style musical de Mt. Helium est considéré comme metal progressif,, et metal alternatif,. L'ancien chanteur Ontronik Khachaturian décrit leur style comme « du heavy groove méditerranéen »,. Sonya Sutherland, rédactrice au Michigan Daily estime que « The Apex Theory mêle morceaux de batterie agressifs, guitares mélodiques et chant mielleux pour divertir et faire passer des émotions. » PopMatters décrit Topsy-Turvy comme « une fusion énergique de rock progressif et moderne. »

## Membres

### Derniers membres
- Art Karamian – guitare, chant
- David Hakopyan – basse
- Sammy J. Watson – batterie

### Ancien membre
- Ontronik Khachaturian - chant (1999–2002)

## Discographie
- 2002 : Topsy-Turvy
- 2008 : Faces